# 吳尊賢
吳尊賢（1916年12月29日—1999年6月7日），是一位出身臺灣臺南學甲的企業家，為臺南幫成員，曾參與創立臺南紡織、環球水泥與萬通銀行。

## 生平
其父吳克讀，其母陳勤。家中有六名子女，其長兄吳修齊，吳尊賢為次子，其弟吳俊傑、吳俊陞，其妹吳素娥、吳金棗。吳尊賢在小時候，過繼到其伯父吳克章家中，其養母蔡笑後。養父母家中，有五位姐姐，其四姐夭折，其姐吳桃、吳禪、吳杞、吳限，在吳尊賢過繼進來後，養父母又生了其妹吳梅、吳月裡。其伯父吳克章，在幼年時過繼到伯祖吳崑崙家裏。因此吳尊賢有二對祖父母，二對外祖父母，和二對父母親。
小學進入學甲公學校中洲分教場（後升格中洲公學校）就讀。1930年12月，在學甲公學校高等科畢業前夕，放棄學業，在其兄吳修齊介紹下，進入臺南新復發布莊當學徒。新復發布莊由侯基創立，吳尊賢認真負責，由學徒一路升至掌櫃，獲得老闆侯基的信任。
1934年（昭和9年），吳尊賢與其兄吳修齊自行創業，建立新和興布行。太平洋戰爭期間，因物資管制，新和興布行於1944年（昭和19年）歇業，吳尊賢至臺南州佳里街役場（今佳里鎮公所）短暫擔任公務員，於1945年辭職，回家務農。
1945年，日本投降，第二世界大戰結束，中華民國政府接管臺灣。吳尊賢恢復經商，1946年，新和興行復業，吳尊賢與其兄吳修齊在臺北及上海開設三興行，從事紗布進出口生意。1949年，因國共內戰，中華民國政府撤退至臺灣。受戰亂影響，無法從中國進口紗布到臺灣，三興行與新和興行暫時歇業。1950年，吳尊賢全家遷居臺北市，在臺北重建新和興行，從日本進口紗布至臺灣。1956年，新和興行收購了坤慶麻紡公司，吳尊賢任董事長。
1952年，中華民國政府管制紗布進口，吳尊賢改為進口鋼板、鐵皮與奶粉等民生物資。1953年，韓戰結束，中華民國政府展開第一期四年經濟建設計劃，開放紡織廠設立。吳尊賢與吳三連在臺北奔走，其兄吳修齊在臺南號召士紳投資；在取得政府特許後，於1955年創立臺南紡織，由吳三連任董事長，吳修齊任總經理。1956年，創立德興企業公司，從事成衣外銷。
1960年，參與創立環球水泥，吳尊賢任總經理。
1966年，成立新和興海洋企業，任董事長。
1974年，將新和興行改組為新和興商業股份有限公司，任董事長。
1981年，成立新和興投資股份有限公司，任董事長。
1991年，參與創立萬通銀行，吳尊賢任董事長。
除了自己創立的公司外，吳尊賢也參與了多間公司的投資，如自立晚報、大臺北瓦斯、臺灣玻璃、統一企業、太子建設等。
吳尊賢在1956年發現患有糖尿病，開始學習高爾夫球運動。1999年6月7日，吳尊賢在因心臟衰竭在臺北市國泰醫院過世。1999年6月21日，吳尊賢公祭，中華民國總統李登輝獻花致意並頒褒揚令。

## 家庭
1937年（昭和12年），與陳玉梅結婚。兩人生下五子一女。

## 慈善事業
1981年4月10日，吳尊賢及其家族捐出新臺幣一億元股票成立吳尊賢文教公益基金會。

## 榮譽與紀念
臺南市政府將吳尊賢列名在「臺南歷史名人」中。2015年，吳三連與吳修齊、吳尊賢兄弟的故居被臺南市政府指定為紀念建築。

## 著作
《吳尊賢回憶錄》。

## 外部連結
- 吳尊賢小傳（页面存档备份，存于）
- 吳尊賢文教公益基金會（页面存档备份，存于）